# Witchampton
Witchampton är en ort och civil parish i Storbritannien.   Den ligger i kommunen Dorset och riksdelen England, i den södra delen av landet, 150 km sydväst om huvudstaden London. Witchampton ligger 46 meter över havet och antalet invånare är 398.
Terrängen runt Witchampton är platt. Runt Witchampton är det ganska tätbefolkat, med 239 invånare per kvadratkilometer. Närmaste större samhälle är Bournemouth, 18,1 km sydost om Witchampton. Trakten runt Witchampton består till största delen av jordbruksmark.